# 多心論
多心論，佛教阿毗達摩術語。這是一個概括名詞，概括了所有主張心擁有不同體性的學說。在多心論之外，主張心只有同一體性的學派，被概括稱為一心論。在部派佛教時期，多心論與一心論之間的爭論，形成當時重要的學說論爭。《成實論》整理了多心論與一心論的相關爭論，並支持多心論的立場。

## 概論
大眾部曾提出二心俱生論。
《成實論》記載，多心論者曾以《猿喻經》來支持他們的論點。